# Рэмси, Мейсон
Мейсон Рэмси (англ. Mason Ramsey; род. 16 ноября 2006, Голконда, Иллинойс) — американский кантри-певец, ставший интернет-мемом после своего исполнения песен в супермаркете Walmart в стиле горлового пения йодль.В 2019 году он принял участие в записи третьего официального ремикса абсолютного летнего хита «Old Town Road».

## История
Родился 16 ноября 2006 года в городе Golconda, штат Иллинойс (США).
В марте 2018 года 11-летний Mason Ramsey из Голконда (штат Иллинойс, США), был пойман на камеру, поющим «Lovesick Blues» в магазине Walmart в Гаррисберг. В течение нескольких дней видео его выступления собрало более 25 миллионов просмотров, и он стал вирусной сенсацией и интернет-мемом. Выступление Рэмси вызвало новый интерес к старой 70-летней давности записи Хэнка Уильямса этой песни и в марте журнал Rolling Stone сообщил, что чарт Viral 50 сервиса Spotify в США оценил «Lovesick Blues» Хэнка Уильямса под номером три в США и номером четыре во всем мире.
В результате неожиденно обретённой славы Рэмси появился на шоу Эллен ДеДженерес Шоу Эллен Дедженерес. Рассказывая, что мечтой Мейсон было появиться на Grand Ole Opry, ДеДженерес сразу удивила Рэмси, сказав, что его уже забронировали на следующие выходные. 13 апреля 2018 года американский диджей Whethan представил Рэмси на крупном музыкальном фестивале Коачелла (Индио, Калифорния). В конце апреля Рэмси он подписал контракт с лейблом Atlantic Records и базирующимся в Нашвилле лейблом Big Loud. Его дебютный сингл «Famous» попал на 4-е место в кантри-чарте Hot Country Songs и на 62-е место в основном американском хит-параде Billboard Hot 100, в то время, как его мини-альбом EP дебютировал в лучшей десятке top 10 в чарте Billboard́s Heatseekers Albums на седьмом месте. Рэмси исполнил культовые песни № 1 на 60-й годовщине чарта Billboard Hot 100, начиная с 1960-х годов, он пел хиты Мэрайя Кэри, Билли Джоэла, Пола Маккартни, Стиви Уандера, Селин Дион, The Monkees, The Jackson 5, Уитни Хьюстон, Бейонсе и Адель.
14 ноября 2018 года Рэмси выступал в трио вместе с Брэдом Пейсли и Кэрри Андервуд во время 52-й ежегодной церемонии награждения CMA Awards на Bridgestone Arena в Нашвилле.
12 июля 2019 года Рэмси стал соисполнителем третьего официального ремикса основного хита года «Old Town Road».

## Дискография

### Альбомы
| Название                  | Детали                                                                                  |
| ------------------------- | --------------------------------------------------------------------------------------- |
| I’ll See You In My Dreams | - Дата выхода: 20 сентября 2024 - Лейбл: Atlantic - Формат: Скачивание музыки, стриминг |

### Мини-альбомы
| Название             | Детали                                                                                        |
| -------------------- | --------------------------------------------------------------------------------------------- |
| Famous               | - Дата выхода: 20 июля 2018 - Лейбл: Atlantic, Big Loud - Формат: Скачивание музыки, стриминг |
| Twang                | - Дата выхода: 26 июля 2019 - Лейбл: Atlantic, Big Loud - Формат: Скачивание музыки, стриминг |
| Falls Into Place     | - Дата выхода: 20 октября 2023 - Лейбл: Atlantic - Формат: Скачивание музыки, стриминг        |
| Merry Christmas Baby | - Дата выхода: 15 ноября 2024 - Лейбл: Atlantic - Формат: Скачивание музыки, стриминг         |

### Синглы

#### В качестве основного исполнителя
| Название                                | Год  | Высшая позиция | Высшая позиция | Высшая позиция | Высшая позиция | Альбом                    |
| Название                                | Год  | US             | US Country     | UK             | IRE            | Альбом                    |
| --------------------------------------- | ---- | -------------- | -------------- | -------------- | -------------- | ------------------------- |
| «Famous»                                | 2018 | 62             | 4              | 100            | —              | Famous                    |
| «Lovesick Blues»                        | 2018 | —              | —              | —              | —              | Famous                    |
| «The Way I See It»                      | 2018 | —              | —              | —              | —              | Famous                    |
| «Jambalaya (On the Bayou)»              | 2018 | —              | —              | —              | —              | Famous                    |
| «Yo da Lady Who»                        | 2018 | —              | —              | —              | —              | Famous                    |
| «I Saw the Light»                       | 2018 | —              | —              | —              | —              | Famous                    |
| «White Christmas»                       | 2018 | —              | —              | —              | —              | Внеальбомный сингл        |
| «Twang»                                 | 2019 | —              | —              | —              | —              | Twang                     |
| «Puddle of Love»                        | 2019 | —              | —              | —              | —              | Twang                     |
| «How Could I Not»                       | 2019 | —              | —              | —              | —              | Twang                     |
| «On My Way»                             | 2019 | —              | —              | —              | —              | Twang                     |
| «Before I Knew It»                      | 2019 | —              | —              | —              | 100            | Twang                     |
| «Next Right Thing»                      | 2023 | —              | —              | —              | —              | Falls Into Place          |
| «Falls Into Place»                      | 2023 | —              | —              | —              | —              | Falls Into Place          |
| «All I Wanna Be»                        | 2023 | —              | —              | —              | —              | Falls Into Place          |
| «She Got It Outta Me»                   | 2023 | —              | —              | —              | —              | Falls Into Place          |
| «Reasons to Come Home»                  | 2023 | —              | —              | —              | —              | Falls Into Place          |
| «Run Run Rudolph (Mason’s Version)»     | 2023 | —              | —              | —              | —              | Внеальбомные синглы       |
| «Here All Day»                          | 2024 | —              | —              | —              | —              | Внеальбомные синглы       |
| «Blue Over You»                         | 2024 | —              | —              | —              | —              | I’ll See You In My Dreams |
| «Something You Can Hold»                | 2024 | —              | —              | —              | —              | I’ll See You In My Dreams |
| «All The Way To Memphis»                | 2024 | —              | —              | —              | —              | I’ll See You In My Dreams |
| «How Do I Know If I’m In Love»          | 2024 | —              | —              | —              | —              | I’ll See You In My Dreams |
| «Shake Shake (All Night Long)»          | 2024 | —              | —              | —              | —              | Twisters: The Album       |
| «Christmas (Baby Please Come Home)»     | 2024 | —              | —              | —              | —              | Merry Christmas Baby      |
| «Merry Christmas Baby»                  | 2024 | —              | —              | —              | —              | Merry Christmas Baby      |
| «Waiting On You (For Christmas)»        | 2024 | —              | —              | —              | —              | Merry Christmas Baby      |
| «Blue Christmas»                        | 2024 | —              | —              | —              | —              | Merry Christmas Baby      |
| «O Come All Ye Faithful»                | 2024 | —              | —              | —              | —              | Merry Christmas Baby      |
| «Silent Night»                          | 2024 | —              | —              | —              | —              | Merry Christmas Baby      |
| «Live Lonely» (совм. с Харпер Грейс)    | 2025 | —              | —              | —              | —              | Внеальбомный сингл        |
| «—» прочерк означает неучастие в чарте. |      |                |                |                |                |                           |

#### Участие в других записях
| Название                                                                           | Год  | Альбом             |
| ---------------------------------------------------------------------------------- | ---- | ------------------ |
| «Old Town Road» (Lil Nas X при участии Billy Ray Cyrus, Young Thug и Мейсон Рэмси) | 2019 | Внеальбомный сингл |

### Музыкальные клипы
| Клип                        | Год  |
| --------------------------- | ---- |
| «Lovesick Blues»            | 2018 |
| «White Christmas»           | 2018 |
| «Twang»                     | 2019 |
| «How Could I Not»           | 2019 |
| «Before I Knew It»          | 2022 |
| «Reasons to Come Home»      | 2023 |
| «Next Right Thing»          | 2023 |
| «Blue Over You»             | 2024 |
| «Something You Can Hold»    | 2024 |
| «Come Pick Me Up»           | 2024 |
| «I’ll See You In My Dreams» | 2024 |

## Фильмография
| Год  | Русское название     | Оригинальное название   | Роль             |
| ---- | -------------------- | ----------------------- | ---------------- |
| 2019 | Angry Birds 2 в кино | The Angry Birds Movie 2 | Оливер (озвучка) |
| 2020 |                      | Cows Menu (Burger King) | Сам себя         |